# Blepephaeus nigrostigma
Blepephaeus nigrostigma là một loài bọ cánh cứng trong họ Cerambycidae.